# Polyipnus
Polyipnus is een geslacht van straalvinnige vissen uit de familie van diepzeebijlvissen (Sternoptychidae). Het geslacht is voor het eerst wetenschappelijk beschreven in 1887 door Guenther.

## Soorten
- Polyipnus aquavitus (Baird, 1971)
- Polyipnus asper (Harold, 1994)
- Polyipnus asteroides (Schultz, 1938)
- Polyipnus bruuni (Harold, 1994)
- Polyipnus clarus (Harold, 1994)
- Polyipnus danae (Harold, 1990)
- Polyipnus elongatus (Borodulina, 1979)
- Polyipnus fraseri (Fowler, 1934)
- Polyipnus indicus (Schultz, 1961)
- Polyipnus inermis (Borodulina, 1981)
- Polyipnus kiwiensis (Baird, 1971)
- Polyipnus laternatus (Garman, 1899)
- Polyipnus latirastrus (Last & Harold, 1994)
- Polyipnus limatulus (Harold & Wessel, 1998)
- Polyipnus matsubarai (Schultz, 1961)
- Polyipnus meteori (Kotthaus, 1967)
- Polyipnus nuttingi (Gilbert, 1905)
- Polyipnus oluolus (Baird, 1971)
- Polyipnus omphus (Baird, 1971)
- Polyipnus ovatus (Harold, 1994)
- Polyipnus parini (Borodulina, 1979)
- Polyipnus paxtoni (Harold, 1989)
- Polyipnus polli (Schultz, 1961)
- Polyipnus ruggeri (Baird, 1971)
- Polyipnus soelae (Harold, 1994)
- Polyipnus spinifer (Borodulina, 1979)
- Polyipnus spinosus (Günther, 1887)
- Polyipnus stereope (Jordan & Starks, 1904)
- Polyipnus surugaensis (Aizawa, 1990)
- Polyipnus tridentifer (McCulloch, 1914)
- Polyipnus triphanos (Schultz, 1938)
- Polyipnus unispinus (Schultz, 1938)